# Christian Tuxen Falbe
Christian Tuxen Falbe, né le 5 avril 1791 à Elseneur et mort le 19 juillet 1849, est un officier de marine, diplomate, explorateur, archéologue et cartographe danois, pionnier dans la description des sites de Tunis et de Carthage en 1832-1833.

## Biographie

### Officier et diplomate danois
Né le 5 avril 1791 à Elseneur, Christian Tuxen Falbe, alors qu'il est un jeune marin, est en contact avec les Français de l'escadre de l'Escaut de 1808 à 1810. En effet, il est alors officier de marine dans un navire français qui mouille dans le port de Flessingue aux Pays-Bas. C'est de cette époque que datent les relations privilégiées que ce Danois noue avec des militaires français.
Falbe est consul du Danemark à Tunis entre 1821 et 1831. Pendant ce séjour, il collectionne les monnaies et les objets antiques pour le compte du cabinet royal danois.
Il est ensuite consul en Grèce de 1833 à 1835. Malgré une activité importante, il est rappelé au Danemark à l'été 1835, parce que les autorités jugent que le commerce danois ne se développe pas assez en mer Égée. Comme en Tunisie, Falbe cherche à acquérir des antiquités, qui sont actuellement conservées au musée national du Danemark.

### Carte de Tunis et de Carthage
Par sa formation de marin, Falbe sait dessiner des plans et des cartes. En 1831-1832, il dresse une carte de Tunis et de Carthage qui suscite l'intérêt du gouvernement français, qui en finance la publication. Falbe lève donc la première carte moderne de Tunis en utilisant uniquement un sextant, une longue-vue, un crayon et du papier et une chaîne d'arpenteur pour prendre les bases de ses mesures de triangulation. Il effectue des calculs de vérification.

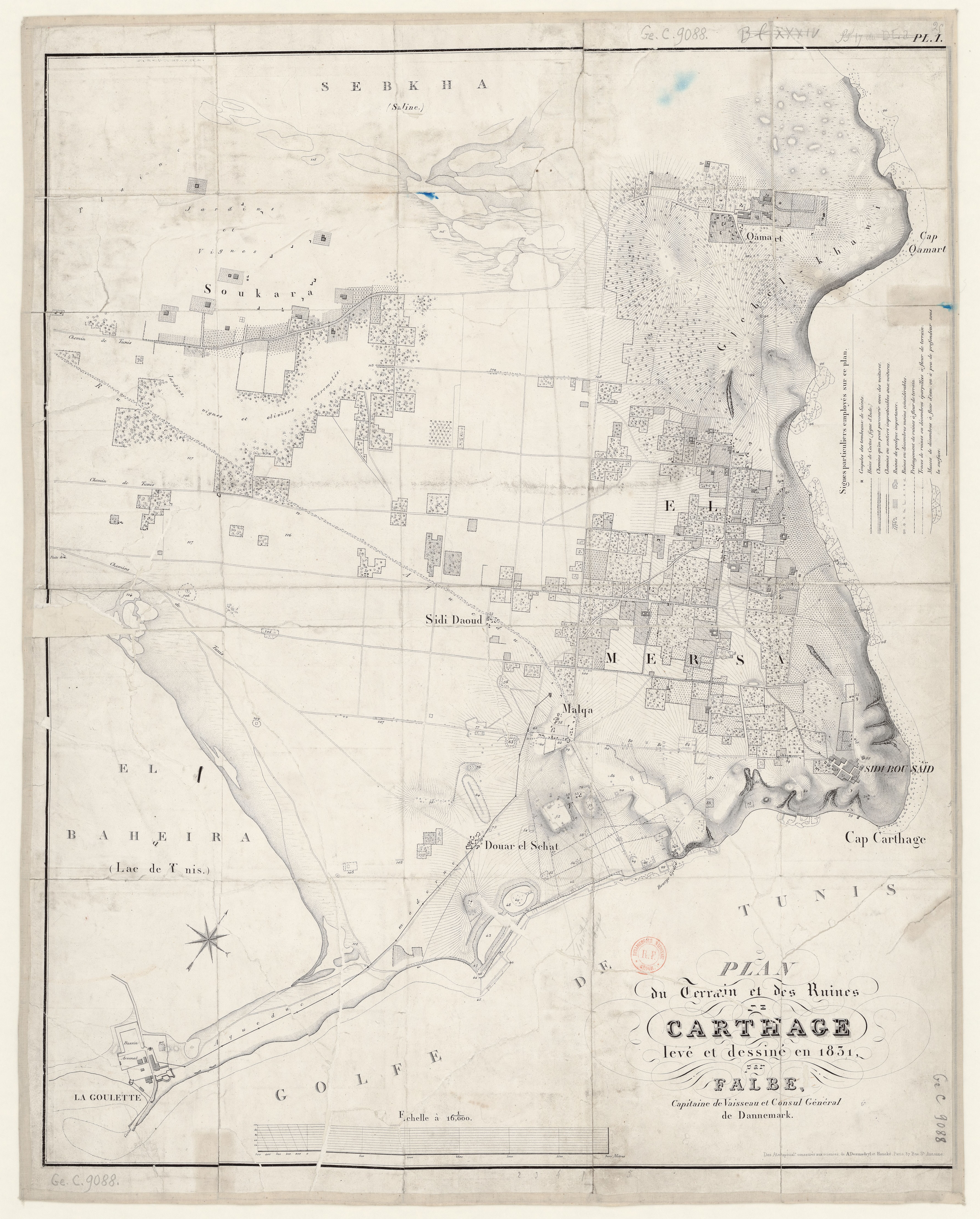
Plan du terrain et des ruines de Carthage levé et dessiné en 1831 par Falbe, capitaine de vaisseau et consul de Danemark.

Falbe accompagne sa carte d'un mémoire intitulé Description du plan de Tunis et de Carthage, qui compile des renseignements sur la ville, l'agriculture, les voies de communication, la population, etc., qu 'il peut exposer parce qu'il a acquis une profonde connaissance de Tunis et de ses environs. Il devine la centuration romaine de la Tunisie à Carthage.
En 1834, Falbe est fait chevalier de la Légion d'honneur pour cette carte,. La carte de Carthage levée par Falbe, « considérée comme l'acte de naissance de l'archéologie carthaginoise », reste ensuite une référence et son prestige explique la place importante conservée par les Danois dans la mission de sauvegarde de Carthage par l'Unesco.

### Fouilles archéologiques
En 1837, Falbe participe à la constitution, à Paris, de la Société pour l'exploration et les fouilles de l'ancienne Carthage, avec le géographe Adolphe Dureau de la Malle, l'orientaliste Antoine-Isaac Silvestre de Sacy et l'Anglais Grenville Temple. Cette société a une vingtaine de membres et Falbe en est le délégué en Tunisie, avec pour mission d'y superviser les fouilles archéologiques.
En octobre 1837, Grenville Temple et Falbe accompagnent l'expédition française qui conquiert Constantine en Algérie,. Falbe fait partie de la commission d'exploration de l'Algérie que le général Danrémont crée au sein du corps expéditionnaire.
Grenville Temple et Falbe arrivent en Tunisie fin novembre 1837. Ils organisent effectivement des fouilles archéologiques à Carthage. Ils explorent en particulier trois sites, dont le monument circulaire du plateau de l'Odéon,,. Ces fouilles durent quatre mois et les résultats, jugés décevants, ne sont pas publiés. Les statuts de la société prévoient que les objets découverts lors des fouilles seront vendus pour financer les fouilles suivantes. C'est ce qui se passe : les objets découverts sont vendus et dispersés au musée du Louvre, au British Museum et au musée royal de Copenhague. Ces fouilles archéologiques, en cela, ne se distinguent pas des autres menées à la même époque en Tunisie, qui connaît à la fois les premières fouilles scientifiques et un véritable pillage archéologique.

### Carte de la Tunisie
En mars 1838, Falbe part en mission pour explorer l'intérieur de la Tunisie. Il prend soin d'obtenir un laissez-passer d'Ahmed Ier Bey, devenu bey de Tunis l'année précédente. Falbe est guidé par un mamelouk du bey. Il fait ainsi preuve de prudence et ne veut pas prêter le flanc à d'éventuelles accusations d'espionnage. Pendant ce voyage, il réalise des relevés topographiques qui lui permettent, de retour à Paris, d'établir en 1839 une carte de la Tunisie,.
Il semble bien que cette carte est le résultat du projet individuel de Falbe, qui cherche à établir un savoir nouveau. Ce projet rencontre ensuite l'intéret du gouvernement français. Falbe fait personnellement des relevés afin de compléter les cartes antérieures, mais il sait bien que ses travaux pourraient avoir des fins militaires, pour envahir le pays. La carte de la Tunisie établie par Falbe est publiée par le gouvernement français en 1842.
En 1847, il rentre au Danemark, où le roi Christian VIII lui confie la garde de la collection royale d'antiquités. Il meurt le 19 juillet 1849.

## Publications
- Description du plan de Tunis et de Carthage, Copenhague, Service historique de la Défense, Département de l'armée de terre, 1-M 1675. Asie et Afrique, Mémoires et reconnaissance/inventaire/série 1M tome II. F 141-166, 1832.
- Recherches sur l'emplacement de Carthage (planches), Paris, Imprimé par autorisation du roi à l'Imprimerie royale, Service historique de la Défense, Archives du département de la Marine, 1833.

Les cinq planches des Recherches sur l'emplacement de Carthage
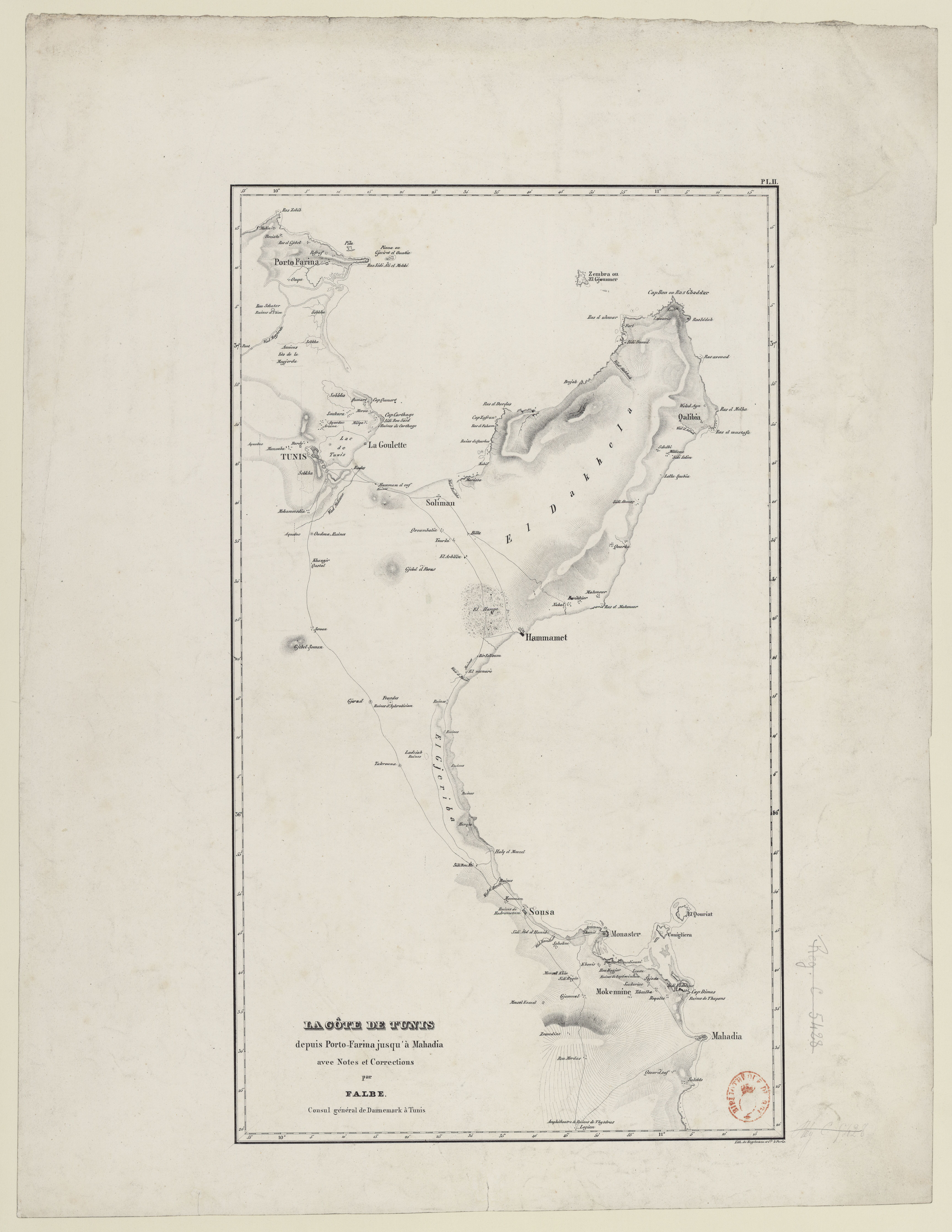
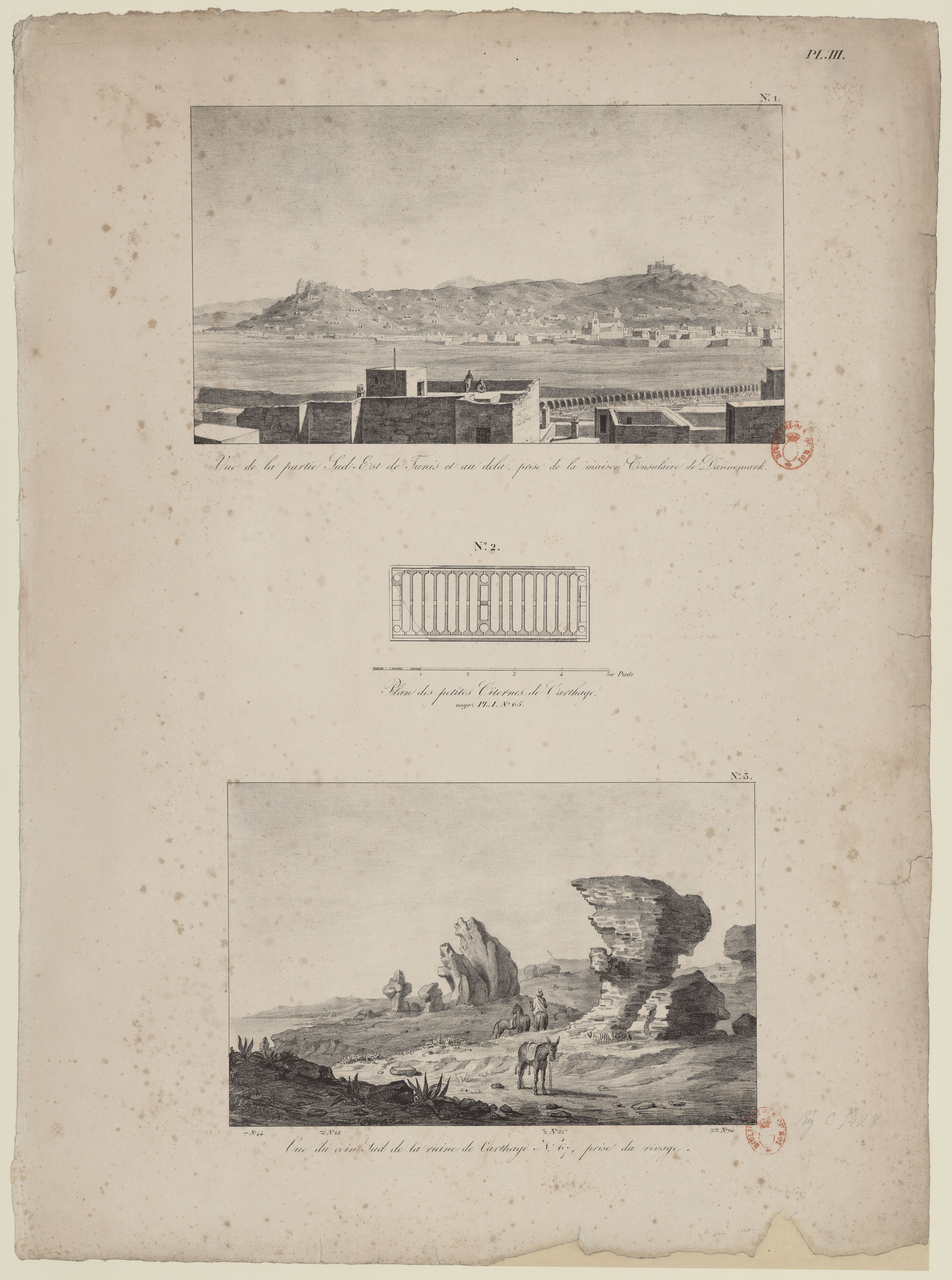
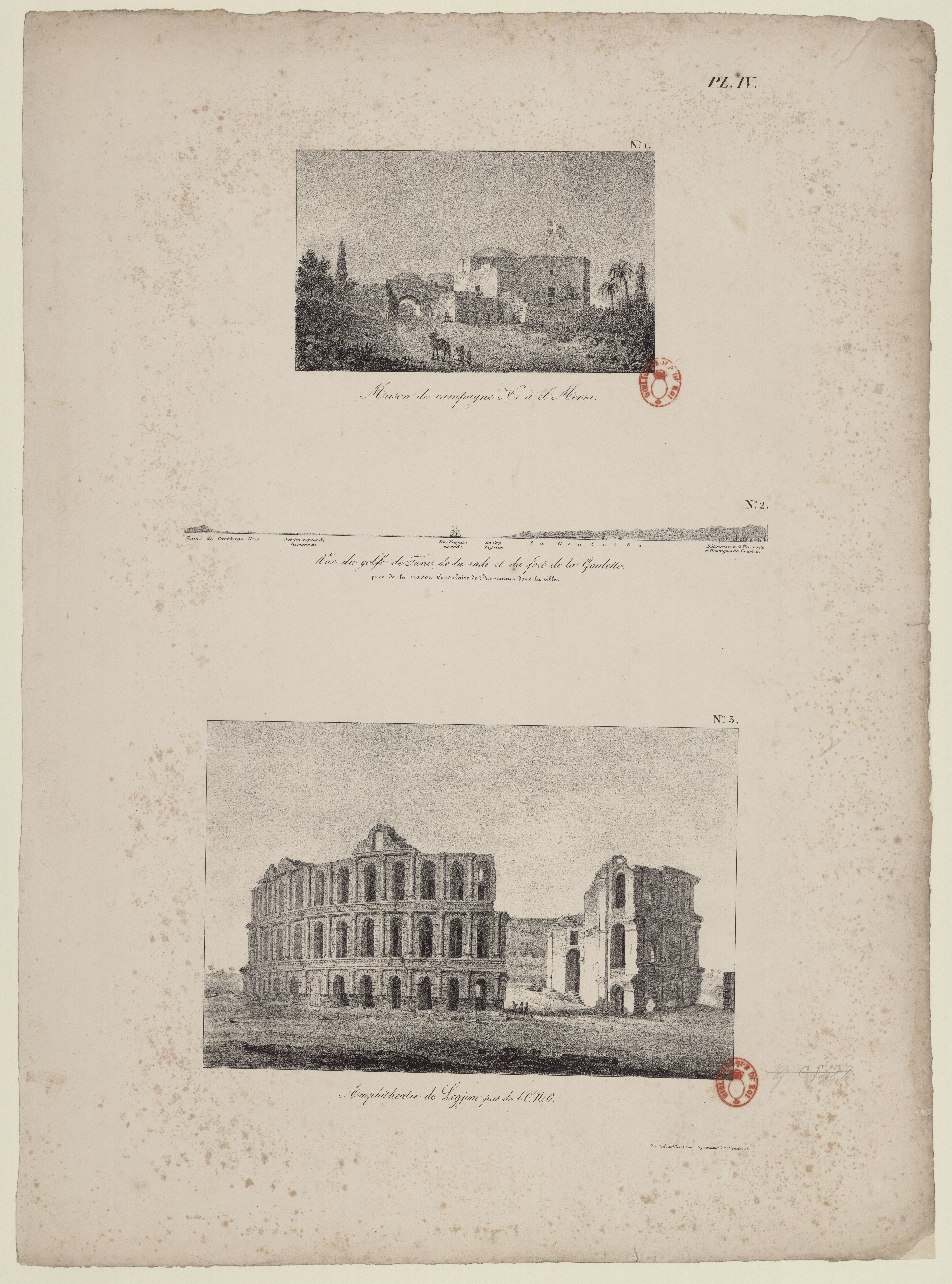
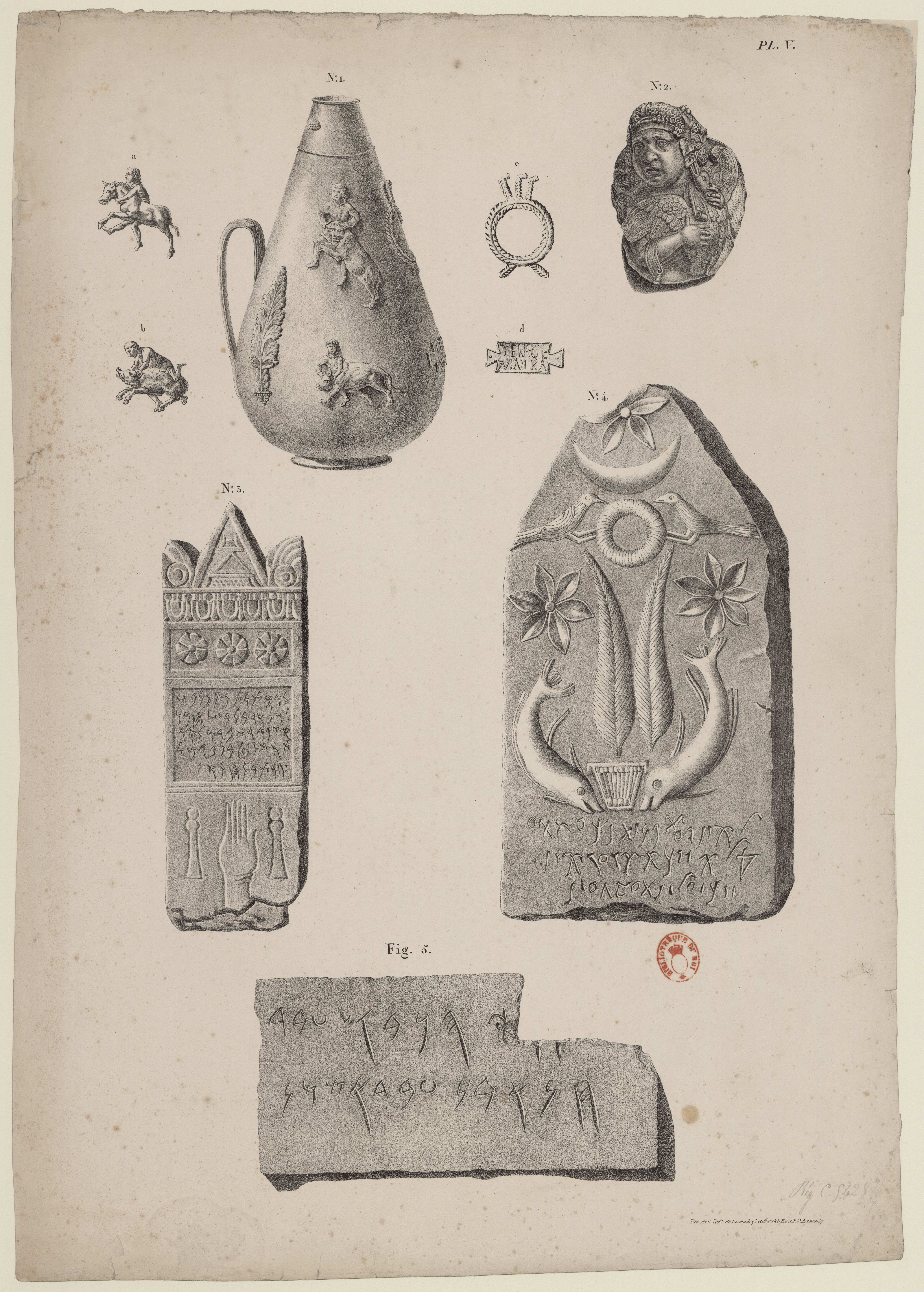
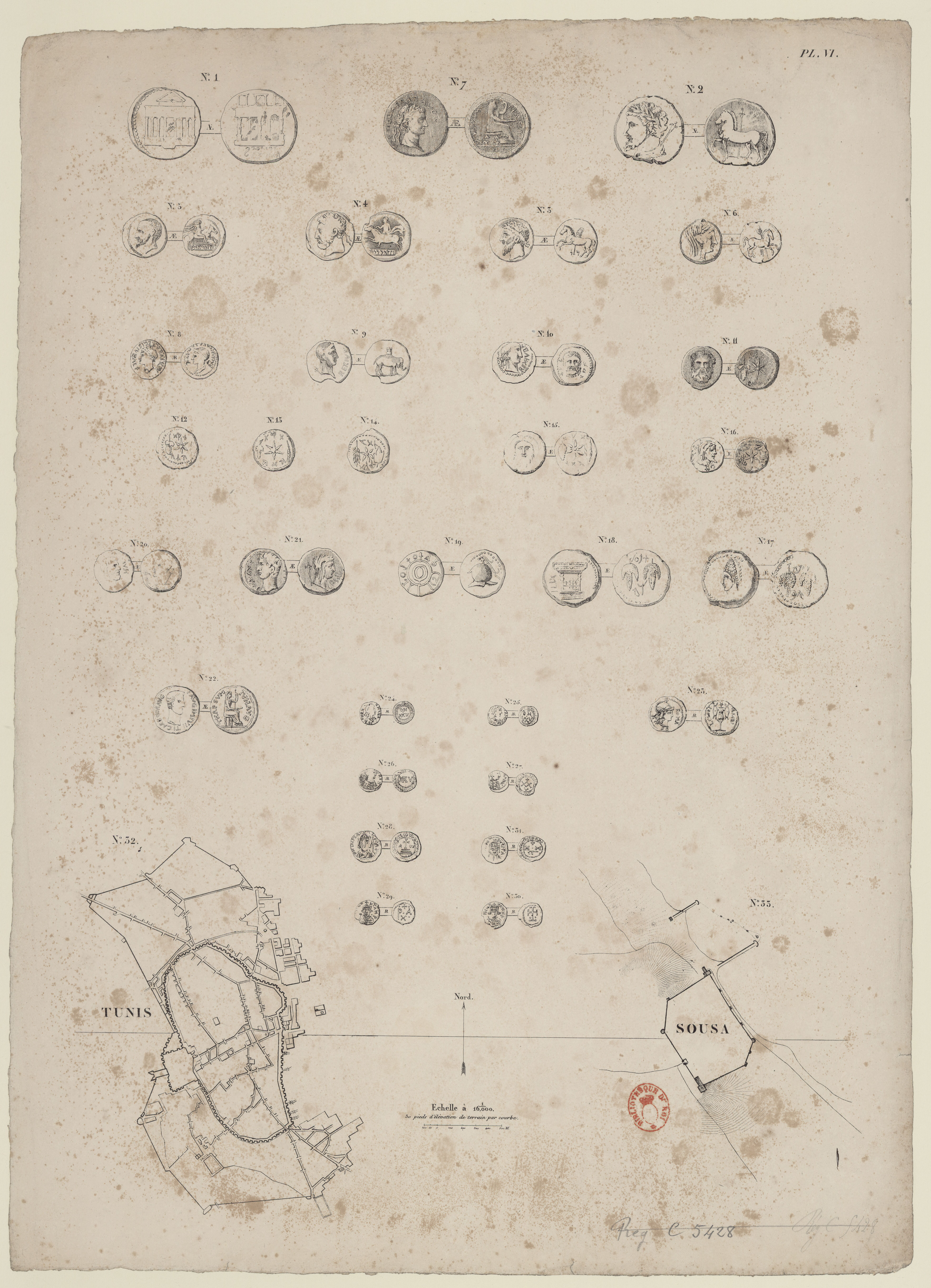

- Relation d'une excursion de Bône à Guelma et à Constantine, Paris, 1838[2].
- Carte de la Régence de Tunis dressée au dépôt général de la Guerre sous la direction de Mr le lieutenant général baron Pelet, d'après les observations et les reconnaissances de Mr Falbe, capitaine de vaisseau danois, Paris, 1842[2].
- Annonce d'un ouvrage sur les médailles de l'ancienne Afrique, Copenhague, 1843[2],[15].

## Décoration
- Officier de la Légion d'honneur le 19 janvier 1841[1]